# Yanghong (köpinghuvudort i Kina, Shaanxi, lat 34,52, long 108,32)
Yanghong (kinesiska: 阳洪, 阳洪镇) är en köpinghuvudort i Kina. Den ligger i provinsen Shaanxi, i den nordvästra delen av landet, omkring 61 kilometer nordväst om provinshuvudstaden Xi'an. Antalet invånare är 20 930. Befolkningen består av 10 154 kvinnor och 10 776 män. Barn under 15 år utgör 15,0 %, vuxna 15-64 år 74 %, och äldre över 65 år 10,0 %.
Runt Yanghong är det tätbefolkat, med 790 invånare per kvadratkilometer. Närmaste större samhälle är Dayang, 2,4 km söder om Yanghong. Trakten runt Yanghong består till största delen av jordbruksmark.
Genomsnittlig årsnederbörd är 668 millimeter. Den regnigaste månaden är september, med i genomsnitt 143 mm nederbörd, och den torraste är december, med 1 mm nederbörd.